# 보잉 F/A-18E/F 슈퍼 호넷
보잉 F/A-18E/F 슈퍼 호넷(Boeing F/A-18E, F/A-18F Super Hornet)은 4.5세대 미국의 다목적 전투기. F/A-18 호넷의 대형 개량 버전이다. 맥도넬 더글러스가 처음 설계해 생산하였고, 1995년에 시험비행을 하였다. 1997년 대량생산이 시작되었다. 1999년 미국 해군에 실전 배치되기 시작했으며, 2006년 이후부터 F-14D 톰캣을 대체하였다.

## 가격
2010년 보잉은 미국에 대당 4990만 달러(한화 약 531억 원)에 F-18 슈퍼 호넷을 판매할 수 있다고 제안했다. 이는 2000년의 6800만 달러보다(약 722억 원)는 크게 낮은 것이다.
2016년 11월 22일, 캐나다 자유당 정부가 차기 전투기로 록히드 마틴 사의 F-35기 구매 사업 백지화 하고, 보잉사의 F/A-18 슈퍼호넷기 18기를 우선 구매키로 했다.
2016년 11월 28일, 쿠웨이트가 미국 보잉사의 F/A-18 슈퍼호넷 전투기 28대를 50억 달러 미만의 가격에 구매하기로 했다고 국영 KUNA통신이 보도했다. 이와 관련해, 미국 국방부 산하 국방안보협력국(DSCA)의 웹사이트에는 쿠웨이트에 F/A-18E/F 40대(101억 달러)를 판매한다는 내용이 실렸다.
2016년 12월 22일, 도널드 트럼프 대통령 당선인은 "록히드 마틴 F-35의 엄청난 비용으로 경비가 초과하는 점에 근거해 보잉에 F-18 슈퍼 호넷의 가격 견적을 요청했다"고 트위터에 올렸다. 미국 국방부에 따르면 2016년 12월 현재 F-35 한대당 가격은 1억 200만 달러 수준이다.

## 운용 국가

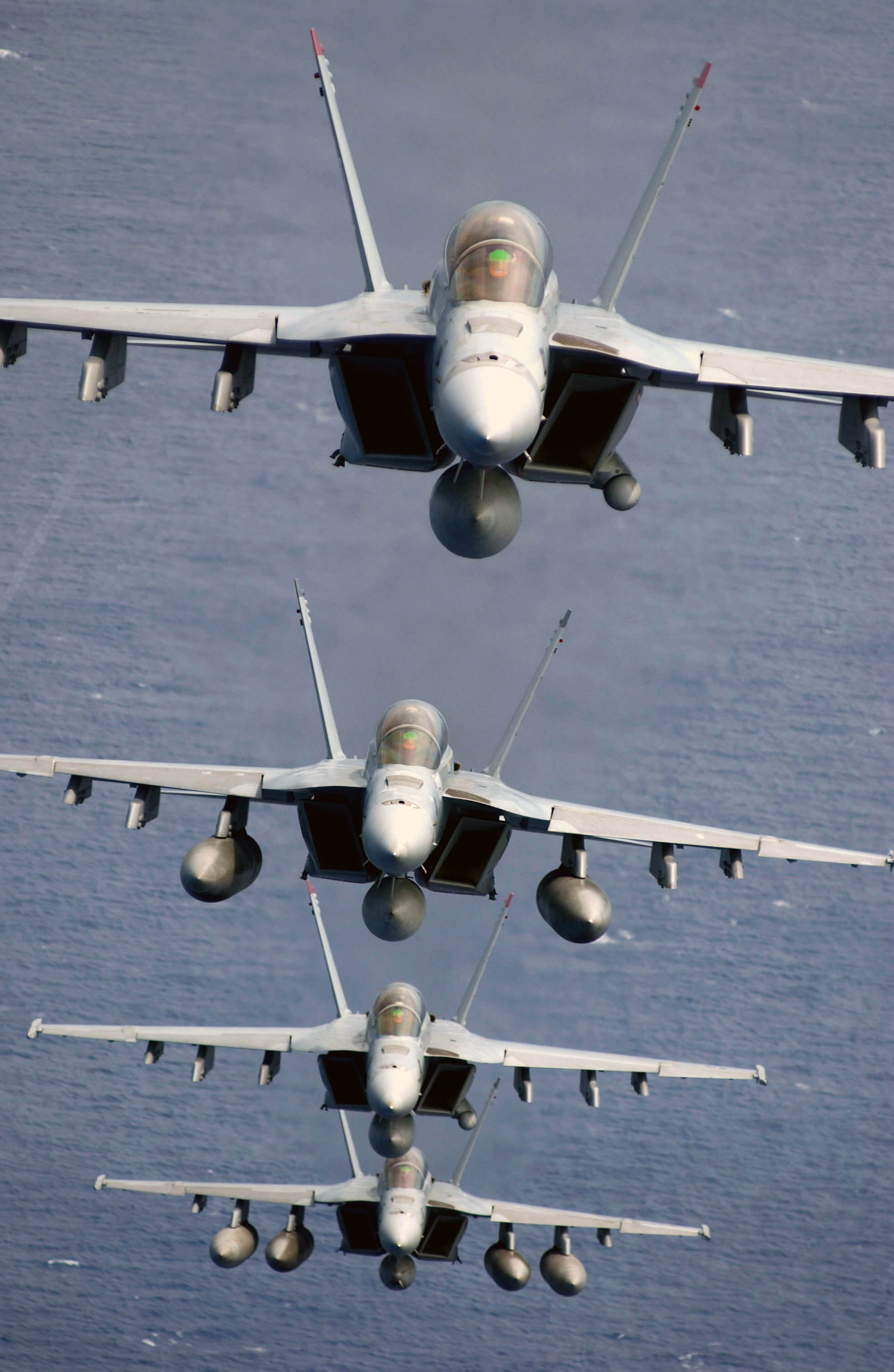
2003년 10월 25일, VFA-41 비행대대의 4대의 슈퍼 호넷이 stack 포메이션으로 서태평양 상공을 비행중이다. 슈퍼 호넷은 호넷과 달리 공기흡입구가 사각형 비슷한 모양이다.

### 오스트레일리아
- 오스트레일리아 공군 - 24대 주문

### 미국
미국 해군
- 미국 태평양 함대

- VFA-2 바운티 헌터스 (F/A-18F)
- VFA-14 탑해터스 (F/A-18E)
- VFA-22 파이팅 레드콕스(F/A-18F)
- VFA-27 로열 메이스 (F/A-18E)
- VFA-41 블랙 에이스 (F/A-18F)
- VFA-102 다이아몬드백스 (F/A-18F)
- VFA-115 이글스 (F/A-18E)
- VFA-122 플라잉 이글스 (함대 훈련 비행대, F/A-18E/F 운용)
- VFA-137 케스트럴스 (F/A-18E)
- VFA-147 아르고노츠 (F/A-18E)
- VFA-154 블랙나이츠 (F/A-18F)

- 미국 대서양 함대

- VFA-11 레드 리퍼스 (F/A-18F)
- VFA-31 톰캐터스
- VFA-32 소즈멘 (F/A-18F)
- VFA-81 선라이너스 (F/A-18E)
- VFA-103 졸리 로저스 (F/A-18F)
- VFA-105 건스링거스 (F/A-18E)
- VFA-136 나이트혹스 (F/A-18E)
- VFA-143 퍼킨 독스 (F/A-18E)
- VFA-211 파이팅 체크메이츠 (F/A-18F)
- VFA-213 블랙 라이온스 (F/A-18F)

- 훈련 및 평가 비행대

- VX-9 뱀파이어스 (항공 시험 및 평가 비행대. F/A-18E/F 및 기타 항공기 운용)
- VX-23 솔티 독스 (항공 시험 및 평가 비행대. F/A-18E/F 및 기타 항공기 운용)
- VX-31 더스트 데빌스 (항공 시험 및 평가 비행대. F/A-18E/F 및 기타 항공기 운용)

### 쿠웨이트
- 쿠웨이트공군 - 28대 주문

## 제원 (F/A-18E 슈퍼 호넷)
일반 특성
- 승무원: 2명
- 단가:
  - F/A-18E - 57,000,000 달러(2003년 기준)
  - F/A-18F - 59,000,000 달러 (2003년 기준)
  - EA-18G - 66,000,000 달러 (2003년 기준)
- 길이: 18.31 m
- 폭: 13.62 m
- 높이: 4.88 m
- 경하중량: 13,864 kg
  - 기본 중량 : 14,288 kg
  - 전투기 조합 : 21,320 kg
  - 내부 연료 저장용량 : 6,350 kg
  - 외부 연료 저장용량 : 7,430 kg
- 최대이륙중량: 29,900 kg
- 엔진: 2 x 제네럴 일렉트릭 F414-GE-400 터보팬
- 최대속도: 고고도에서 마하 1.8 이상.
- 최고고도: 15,000 m
- 전투행동반경: 1,095 km

항공 전자
- 레이다: 레이시온 APG-73
- 2006년에 업그레이드된 블록2: 레이시온 APG-79 AESA

무장
- 기관포: 1× 20 mm M61 벌컨 기관포
- 하드포인트: 11개 외부 무기 장착대 및 8,050 kg 탑재 가능.
  - 사이드와인더용 LAU-127 발사기(주익 끝)
  - 주익의 6개 무장장착대
  - 다용도 컨포멀 연료 탱크 2개
  - 스패로우 / 암람 또는 FLIR/ASQ-228 ATFLIR)
  - 중앙 동체에 탈착 가능한 1개 무장장착대 (보조연료탱크에 유용)
- 미사일:
  - AIM-9 사이드와인더 2발 (주익 끝에 장착)
  - AIM-7 스패로우
  - AIM-120 암람
  - AGM-84 하푼
  - AGM-88 함
  - AGM-45 슈라이크
  - AGM-84E SLAM
  - SLAM-ER
  - AGM-62 웰라이
  - AGM-65 메버릭 미사일
  - JSOW, JDAM
- 폭탄:
  - B57 또는 B61 자유낙하 핵폭탄
  - 페이브웨이 LGB, Mk 80 시리즈 범용 폭탄
  - Mk-20 록아이2 및 CBU 시리즈 클러스터 폭탄
  - BLU시리즈 네이팜 폭탄
  - 70mm 하이드라 70 공대지 무유도 로켓용 LAU 시리즈 다용도 발사기

## 미래의 개량계획
F/A-18E/F 성능향상 계획에는, GE F414-400 엔진의 재설계를 통해 부품 수와 엔진 출력을 향상하려고 한다.
F/A-18E/F는 또한 근거리 공중전을 위한 헬멧조준기를 탑재하게 될 것이다.
보잉은 레이다 반사 면적(RCS)를 줄이기 위한 계획도 가지고 있다.

## 대중문화
- 2000년, 제인 전투 시뮬레이션(Jane's Combat Simulations) 게임이 발매되었다. 게임 제목은 "F/A-18 시뮬레이터"이다.
- 영화 《에너미 라인스》에서 2인승인 F/A-18F 가 격추된다.
- 일렉트로닉 아츠가 개발한 게임인 배틀필드 3에서 이 기체가 나온다.

## 같이 보기
유사 항공기
- YF-17 코브라
- F/A-18 호넷
- F/A-18SE 사일런트 호넷

개발 순서
- F-15 - F-16 - YF-17 - F/A-18E/F - F-20 - F-21 - F-22

관련 목록
- 미국의 군용기 목록
- 전투기 목록